# Antoine Danchet
Antoine Danchet, né à Riom le 7 septembre 1671 et mort à Paris le 21 février 1748, est un auteur dramatique, librettiste et poète dramatique français.

## Biographie
À la suite d'une brouille avec un de ses professeurs du collège oratorien de Riom, il achève ses études à Paris chez les Jésuites. 
Après avoir été professeur de rhétorique à Chartres alors qu’il était encore élève en Rhétorique à Louis le Grand il devient précepteur à Paris. Il écrit Hesione alors qu’il percevait une rente viagère pour l’éducation d’enfants ce qui lui valut un procès pour incompatibilité entre activité théâtrale et éducation chrétienne de la jeunesse. Le Parlement arrêta que l’on peut faire une bonne pièce de théâtre sans cesser pour cela d’être un bon Précepteur. 
Danchet renonça à l'enseignement et se mit à écrire pour le théâtre. Il donna quelques livrets d'opéra qui, mis en musique par André Campra, eurent du succès. Il écrivit le texte de L'île de Délos (EJG.38), Cantate d' Élisabeth Jacquet de La Guerre. La Motte l’appelait "le premier de nos poètes lyriques" après Quinault toutefois. Il représente la poésie « non-poétique » chère au XVIIIe avant André Chénier. En revanche ses tragédies, médiocres imitations de Racine, tombèrent presque toutes.
Membre associé de l'Académie des inscriptions et belles-lettres depuis 1705, il fut élu à l'Académie française en 1712 grâce à la protection de Mesdames de Ferriol et de Tencin. Comme certains s'étonnaient de cette distinction pour un auteur aussi obscur, on affirma qu'elle était accordée non à l'écrivain mais à l'homme, qui était en effet excellent, bienveillant et candide. Ce qui inspira à Voltaire cette épigramme :
Danchet si méprisé jadis,
Apprend aux pauvres de génie
Qu'on peut gagner l'Académie
Comme on gagne le paradis.
Ses œuvres, Théâtre de M. Danchet, publiées en 1751 (4 volumes in-12), contiennent, outre ses pièces dramatiques, des odes, des cantates, des épîtres.
Le 8 août 1758 fut donné pour la première fois le ballet inédit "Les fêtes d'Euterpe" écrit avec de Moncrif et Favart. Après sa mort des pièces étaient encore données à l’opéra.
En 1781, Mozart composa un Idoménée, son premier véritable opéra de maturité, dont l'auteur du livret, Giambettista Varesco, s'est tellement inspiré de celui d'Antoine Danchet que l'on pourrait parler de légère refonte.
Frédéric Godefroy ne retient que la première œuvre lyrique de Danchet Hésione.
Son opinion semble exagérée. Tancrède et Idoménée sont des livrets parfaitement calibrés pour le théâtre lyrique et où la poésie n'a pas grand-chose à envier à celle de Quinault.
Presque oublié de nos jours, une rue de Riom, sa ville natale, porte le nom de ce poète et dramaturge.

## Principales œuvres
- Apollon et Daphné (1698), musique de monsieur de Lully. Chanté devant le Roi à Fontainebleau en octobre 1698.
- Hésione (1700), musique de Campra. Première représentation le 21 décembre 1700 (livret lire en ligne sur Gallica).
- Tancrède (1702), musique de Campra. Première représentation le 7 novembre 1702.
- Cyrus (1706).
- Les Tyndarides (1708).
- Les Festes vénitiennes (1710), musique de Campra. Première représentation le 17 juin 1710. Une nouvelle entrée sera ajoutée : Les Devins de la place Saint-Marc, le 5 septembre 1710 lors de la 34e représentation.
- Idoménée (1712), musique de Campra. Première représentation 12 janvier 1712 (livret lire en ligne sur Gallica).
- Les Héraclides (1719).
- Nitétis (1724).
- Achille et Déidamie (1735), musique de Campra.

## Pour approfondir